# Obłędny rycerz
Obłędny rycerz – amerykańska komedia przygodowa z 2001 r. wyreżyserowana przez Briana Helgelanda. Tytuł oryginalny A Knight’s Tale, nawiązuje do opowiadania The Knight’s Tale Geoffreya Chaucera. Na oficjalnej stronie polskiego wydania filmu można przeczytać, że „jest to częściowo kino drogi, częściowo romans, a po części film przygodowy, pełen dynamizmu i nagłych zwrotów akcji.”
Całość zdjęć do filmu wykonano w Pradze.
Film ma dwa następujące cytaty przewodnie:
- „Jeśli człowiek wystarczająco wierzy, może dokonać wszystkiego.”
- „Człowiek może zmienić swoje przeznaczenie.”

## Fabuła
Akcja filmu toczy się w XIV-wiecznej Europie. Główny bohater – William Thatcher (Heath Ledger), jest giermkiem, który już w wieku dziesięciu lat zapragnął zostać rycerzem, jednak przeszkodą niemal nie do przezwyciężenia było dla niego jego pochodzenie. Pewnego dnia William przybywa na turniej rycerski wraz ze swym panem–rycerzem sir Ectorem. Rycerz Ector jednak ginie, będąc o krok od zwycięstwa. Nie zważając na stan, do którego przynależy, bohater zakłada zbroję zmarłego, po czym zwycięża turniej. Następnie, przybrawszy imię sir Ulricha von Lichtensteina z Geldrii, przemierza Europę wraz z dwoma swoimi towarzyszami – Watem i Rolandem, heroldem Geoffreyem Chaucerem oraz zbrojmistrzynią Kate. Podczas swoich podróży zakochuje się w szlachciance imieniem Jocelyn oraz rywalizuje z hrabią Adhemarem z Anjou.

## Obsada
| Postać                                                      | Aktor/Aktorka        |
| ----------------------------------------------------------- | -------------------- |
| William Thatcher / sir Ulrich von Lichtenstein z Gelderland | Heath Ledger         |
| Hrabia Adhemar z Anjou                                      | Rufus Sewell         |
| Geoffrey Chaucer                                            | Paul Bettany         |
| Wat Falhurst                                                | Alan Tudyk           |
| Roland                                                      | Mark Addy            |
| Lady Jocelyn                                                | Shannyn Sossamon     |
| Kate the Farrier                                            | Laura Fraser         |
| sir Thomas Colville / Edward, Czarny Książę                 | James Purefoy        |
| John Thatcher                                               | Christopher Cazenove |
| sir Ector                                                   | Nick Brimble         |